# 애너벨 월리스
애너벨 월리스(영어: Annabelle Wallis, 1984년 9월 25일 ~ )는 잉글랜드의 배우이다.

## 생애
1984년 9월 25일 잉글랜드 옥스퍼드에서 태어나 유년 시절 대부분을 포르투갈에서 보냈다. 이 때문에 포르투갈어에 유창하며 프랑스어와 스페인어도 어느 정도 구사한다. 배우 리처드 해리스가 그녀의 외삼촌이다.

## 경력
포르투갈에서 단편 영화 몇 편에 출연한 이후 본격적으로 배우 활동을 하기 위해 잉글랜드 런던으로 왔다. 이후 런던에서 연극 학교를 다녔으며 몇 편의 광고에 출연했다.
드라마 《튜더스》 시즌 3, 4에서 제인 시무어	역으로 출연했다. 애니타 브리엠이 시즌 2를 끝으로 제인 역에서 하차한 후 애너벨이 이 역을 이어받았다.
2010년 영화 《W.E.》에 출연했으며, 2011년 영화 《엑스맨: 퍼스트 클래스》에는 단역으로 출연했다. 이후 2013년부터 2016년까지 BBC 드라마 《피키 블라인더스》에 그레이스 버지스 역으로 출연해 킬리언 머피, 샘 닐과 호흡을 맞췄다. 2014년 영화 《애나벨》에서 미아 폼 역을, 2016년 영화 《그림스비》에서는 리나 스미트 역을 연기했다. 2017년 영화 《킹 아서: 제왕의 검》에서 매기 역을 맡았으며, 2017년 영화 《미이라》에서는 제니 홀시 역으로 출연해 톰 크루즈, 소피아 부텔라와 호흡을 맞췄다.

## 출연작 목록

### 영화
| 연도 | 제목                       | 원제                             | 배역                          | 비고    |
| ---- | -------------------------- | -------------------------------- | ----------------------------- | ------- |
| 2007 | 다이애나                   | Diana: Last Days of a Princess   | 켈리 피셔                     | TV 영화 |
| 2010 | 잃어버린 세계: 로스트 퓨쳐 | The Lost Future                  | 도렐                          | TV 영화 |
| 2011 | W.E.                       | W.E.                             | 애러벨라 그린                 |         |
| 2011 | 엑스맨: 퍼스트 클래스      | X-Men: First Class               | 에이미                        |         |
| 2012 | 스노우 화이트 앤 더 헌츠맨 | Snow White and the Huntsman      | 사라                          |         |
| 2013 | 헬로 카터                  | Hello Carter                     | 켈리                          |         |
| 2014 | 애나벨                     | Annabelle                        | 미아 폼                       |         |
| 2015 | 스워드 오브 벤전스         | Sword of Vengeance               | 애너벨                        |         |
| 2016 | 그림스비: 용감한 형제      | Grimsby                          | 리나 스밋                     |         |
| 2016 | 컴 앤 파인드 미            | Come and Find Me                 | 클레어                        |         |
| 2016 | 마인                       | Mine                             | 제니                          |         |
| 2017 | 킹 아서: 제왕의 검         | King Arthur: Legend of the Sword | 매기                          |         |
| 2017 | 미이라                     | The Mummy                        | 제니 홀시                     |         |
| 2018 | 태그                       | Tag                              | 리베카 크로즈비               |         |
| 2019 | 리스타트                   | RE-START                         | 앨리스                        |         |
| 2020 | 사일런싱                   | The Silencing                    | 앨리스 구스타프슨             |         |
| 2021 | 말리그넌트                 | Malignant                        | 에밀리 메이 / 매디 레이크미첼 |         |
| 2021 | 사일런트 나이트            | Silent Night                     | 샌드라                        |         |
| 2021 | 워닝                       | Warning                          | 니나                          |         |
| 2024 | 어둠 속으로 사라진 아이들  | Vanished Into the Night          | 엘레나                        |         |

### 텔레비전 드라마
| 연도    | 제목                       | 원제                               | 배역            | 비고                                |
| ------- | -------------------------- | ---------------------------------- | --------------- | ----------------------------------- |
| 2005    | 제리코                     | Jericho                            | 리지 웨이       | "The Killing of Johnny Swan"        |
| 2009-10 | 튜더스                     | The Tudors                         | 제인 시모어     | 5회분 출연                          |
| 2011    | 스트라이크백: 대테러진압팀 | Strike Back: Project Dawn          | 다나 밴레인     | 2회분 출연                          |
| 2011    | 팬 암                      | Pan Am                             | 브리짓 피어스   | 4회분 출연                          |
| 2013-22 | 피키 블라인더스            | Peaky Blinders                     | 그레이스 버지스 | 19회분 출연                         |
| 2014    | 플레밍                     | Fleming: The Man Who Would Be Bond | 뮤리얼 라이트   | 2회분 출연                          |
| 2014    | 삼총사                     | The Musketeers                     | 니논 드 라로크  | "A Rebellious Woman" 에피소드       |
| 2018    | 스타 트렉: 쇼트 트렉스     | Star Trek: Short Treks             | 조라            | "Calypso" 에피소드                  |
| 2019    | 라우디스트 보이스          | The Loudest Voice                  | 로리 런         | 7회분 출연                          |
| 2020    | 홈무비: 왕자비             | Home Movie: The Princess Bride     | 버터컵 공주     | "Chapter One: As You Wish" 에피소드 |
| 2020-21 | 스타 트렉: 디스커버리      | Star Trek: Discovery               | 조라            | 목소리 출연                         |